# Нью-Йоркський ботанічний сад

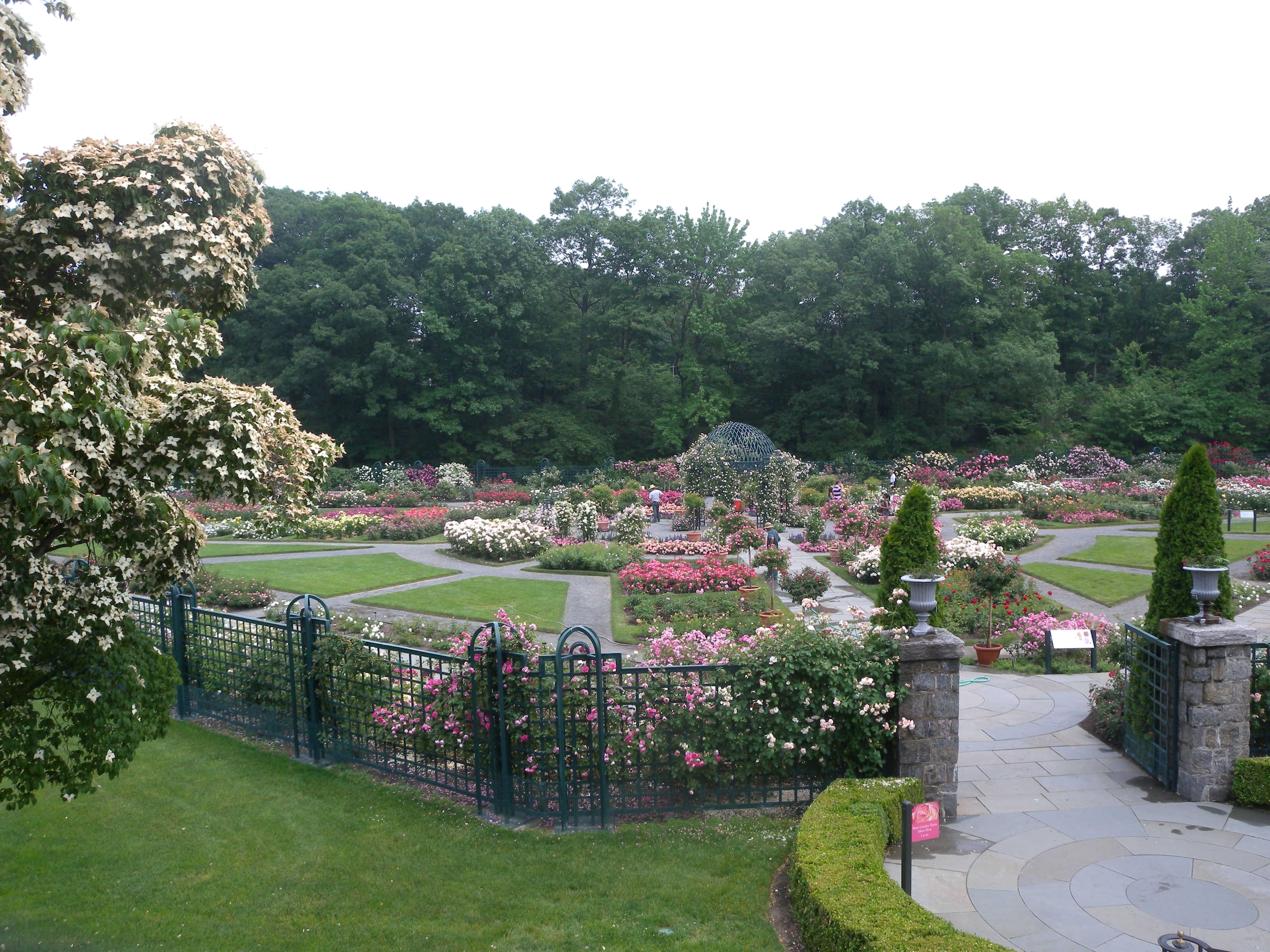
Сад троянд Пеггі Рокфеллер

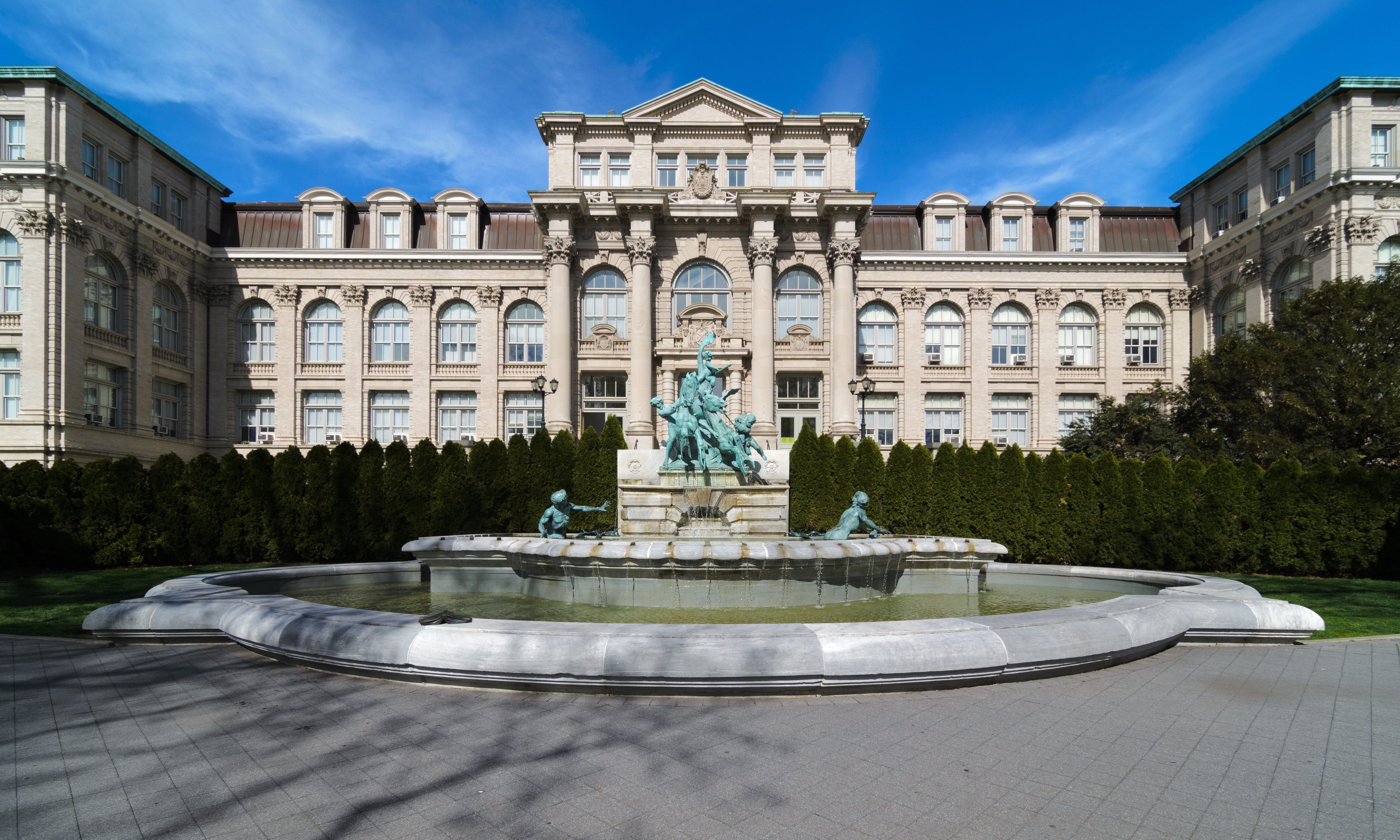
Бібліотека Лу Естера Мерца

Нью-Йоркський ботанічний сад (англ. New York Botanical Garden (NYBG)) — ботанічний сад у Нью-Йорку (США).

## Графік роботи
Січень — лютий:  9:00 — 17:00 (з вівторка по неділю).
Березень — грудень:  9:00 — 18:00 (з вівторка по неділю).
Сад закритий на Різдво і День подяки, а також по понеділках (за винятком 19 січня, 16 лютого, 6 квітня, 25 травня, 7 і 14 вересня, 12 жовтня, 14, 21 і 28 грудня.

## Історія
У кінці XIX століття члени Ботанічного товариства Торрі Натаніель Бріттон і його дружина Елізабет Гертруда провели кампанію за створення в США крупного ботанічного саду. 28 квітня 1891 за рішенням легіслатури штату Нью-Йорк такий ботанічний сад був створений в північній частині Бронкського парку. На цій території колись розташовувався маєток тютюнових магнатів Лоріллардів. У число піклувальників ботанічного саду входили Корнеліус Вандербільт, Ендрю Карнегі і Джон Пірпонт Морган. Першим його директором у 1896 році став Натаніель Бріттон. У 1899 році заснована ботанічна бібліотека. У 1902 році збудована оранжерея. У 1916 році був відкритий сад троянд. З 1967 року ботанічній сад має статус Національного історичного пам'ятника.

## Опис ботанічного саду
Ботанічний сад розташований в окрузі Бронкс Нью-Йорка. На площі 101 га (250 акрів) росте більше одного мільйона рослин. Щороку більше 965 тисяч відвідувачів приходить до ботанічного саду насолодитися чудовою різноманітністю тропічної і пустельної флори, а також флори помірного клімату.
Сад також є великим освітнім закладом. Більше 300 тисяч школярів, вчителів і мешканців Бронксу щороку дізнаються більше про ботанічну науку, екологію та здорове харчування завдяки навчальним програмам ботанічного саду.
Ботанічний сад веде одну з найбільших у світі науково-дослідних програм збереження рослин. У програмі задіяно майже 200 співробітників, з яких 80 мають вчений ступінь.
Сад містить 50 різних садів і колекцій рослин, в тому числі: дендрарій, сад азалій, вишневий сад, сад дитячих пригод, дендрарій хвойних рослин, оранжереї, центр садівництва, яблуневий сад, колекцію нарцисів (більше 330 таксонів), колекцію лілійників, колекції трав'яних та деревних півоній, сад лікарських рослин, родинний сад, колекцію бузку (95 таксонів), колекцію магнолій (75 таксонів), колекцію орхідей (більше 2200 таксонів), колекцію кленів, сад місцевих рослин, сад багаторічних рослин, сад каменів, сад троянд Пеггі Рокфеллер (більше 700 таксонів).
У центрі саду 20 га лісу, це найбільші існуючі залишки оригінального лісу, який існував тут до прибуття європейських поселенців у 17-му сторіччі. Сам ліс розташований по обидва боки річки Бронкс, єдиної річки з прісною водою в Нью-Йорку, і ця ділянка річки включає в себе прибережний каньйон і пороги. У лісі росте бук великолистковий, дуб, вишня, береза, ясень американський, деяким з дерев більше, ніж 200 років.
Ботанічний сад також має найбільшу в США ботанічну бібліотеку (550 тисяч томів) і гербарій, де зберігається більше семи мільйонів рослин.
Директор ботанічного салу — Грегорі Лонг.

## Галерея

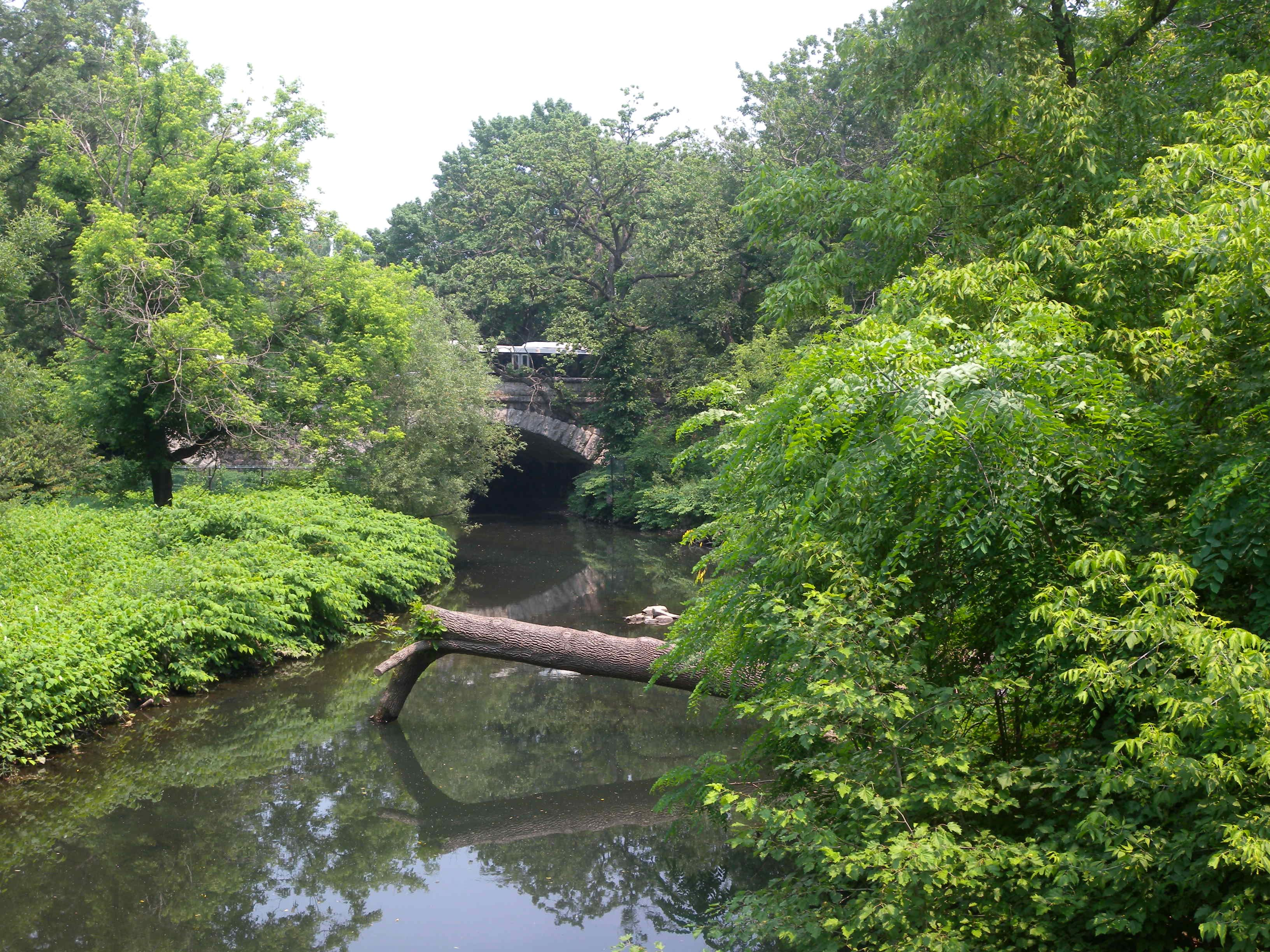
Річка Бронкс у ботанічному саду
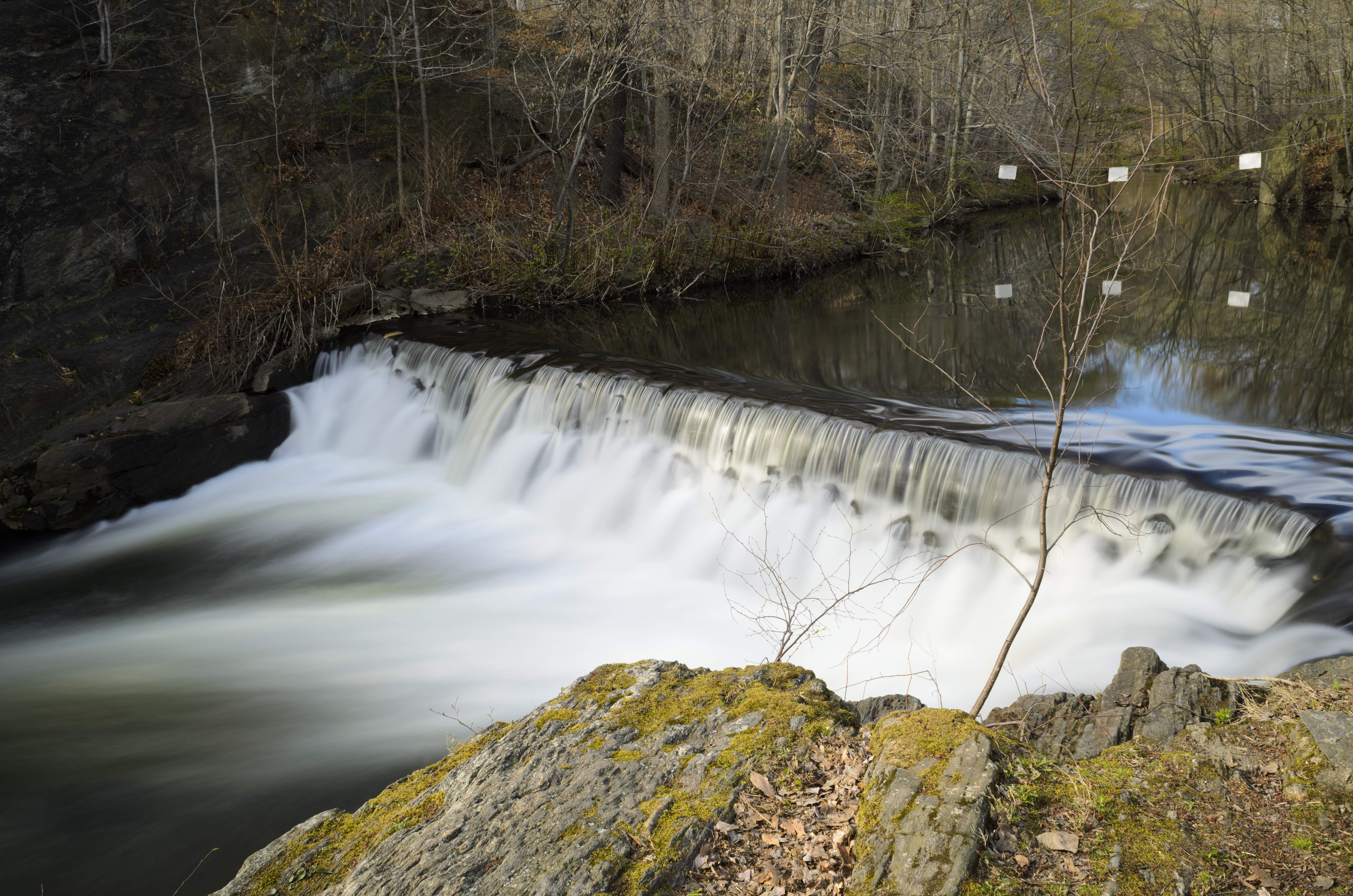
Водоспад на річці Бронкс
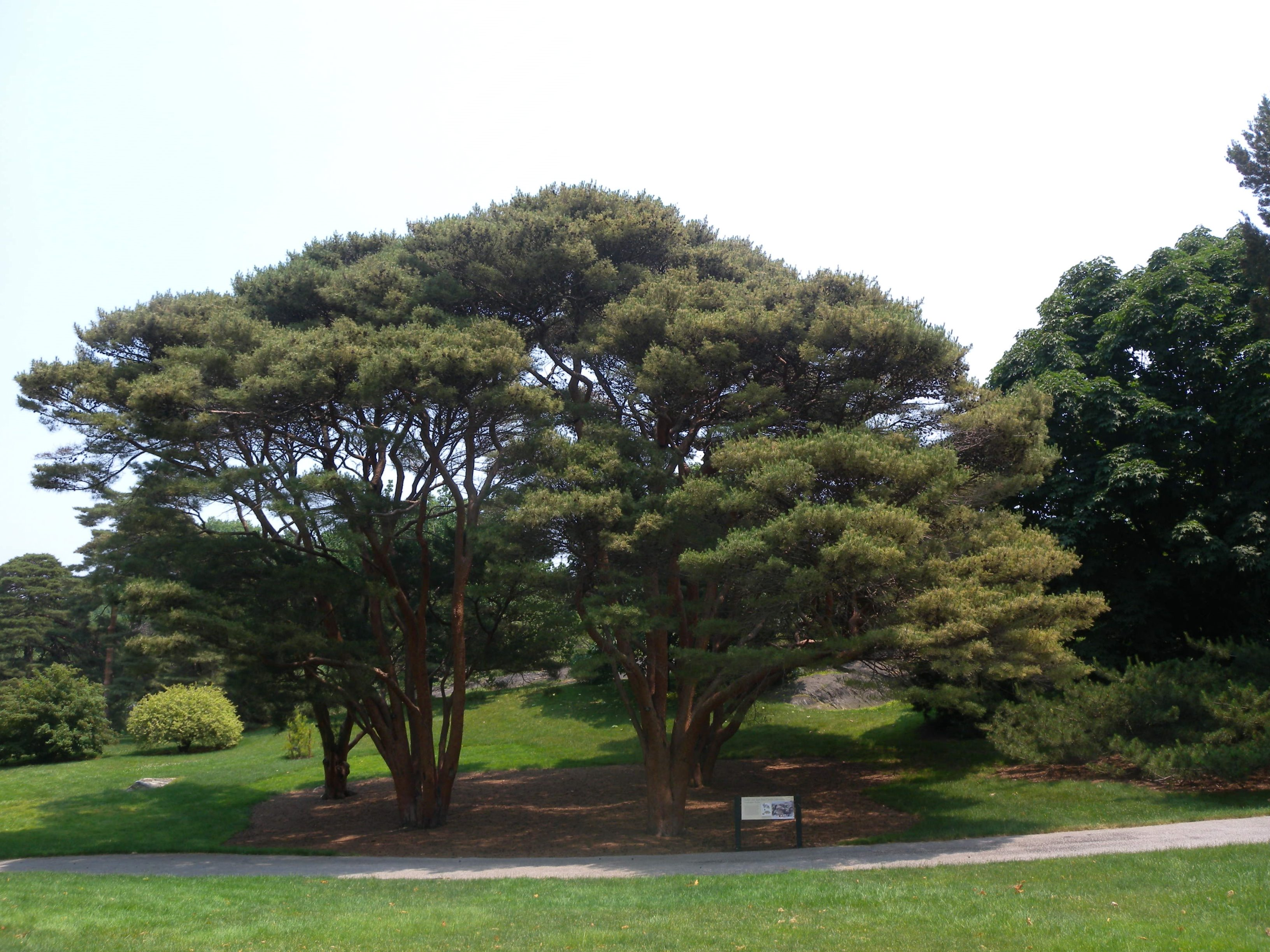
Pinus densiflora
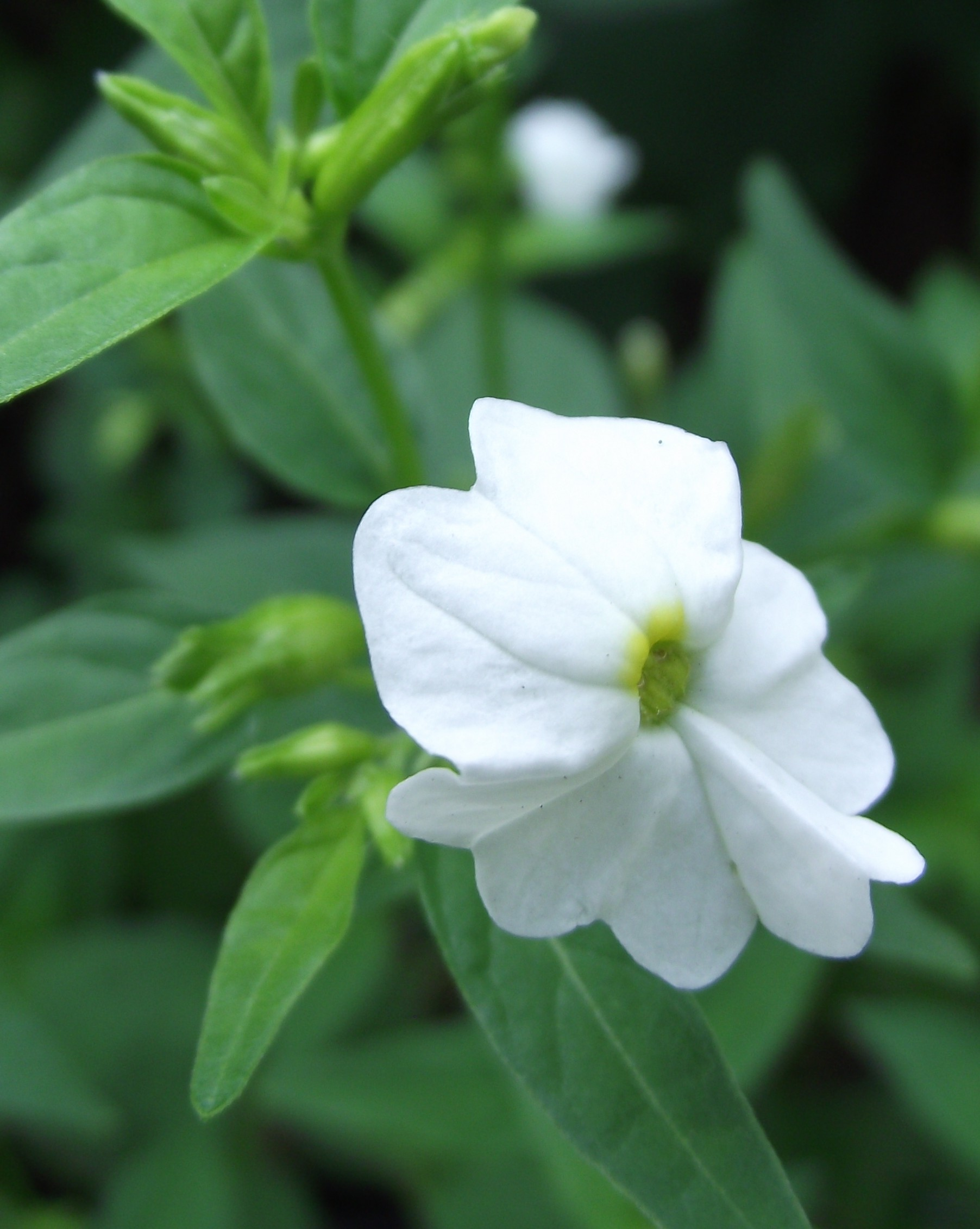
Browallia americana alba
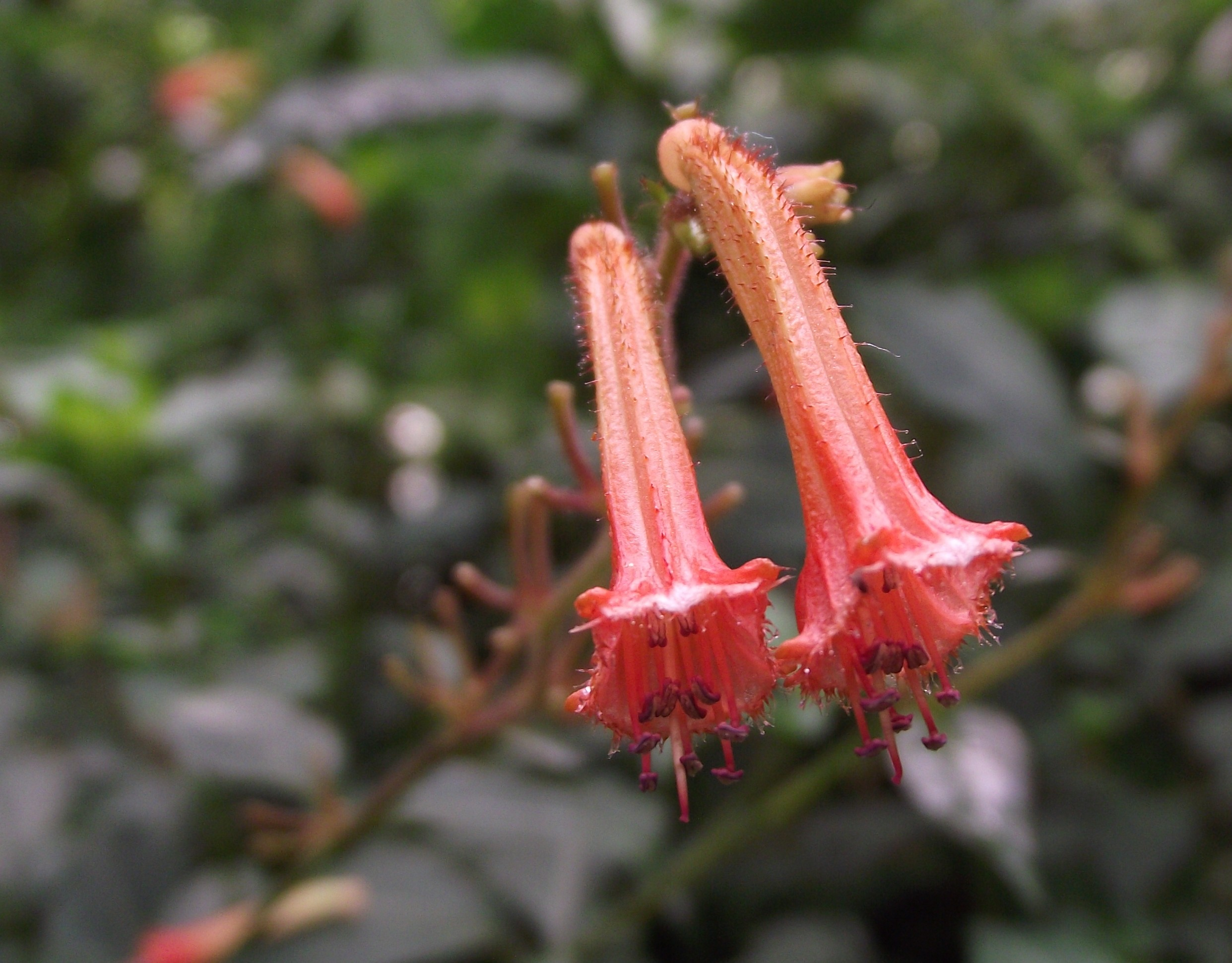
Cuphea caecilae
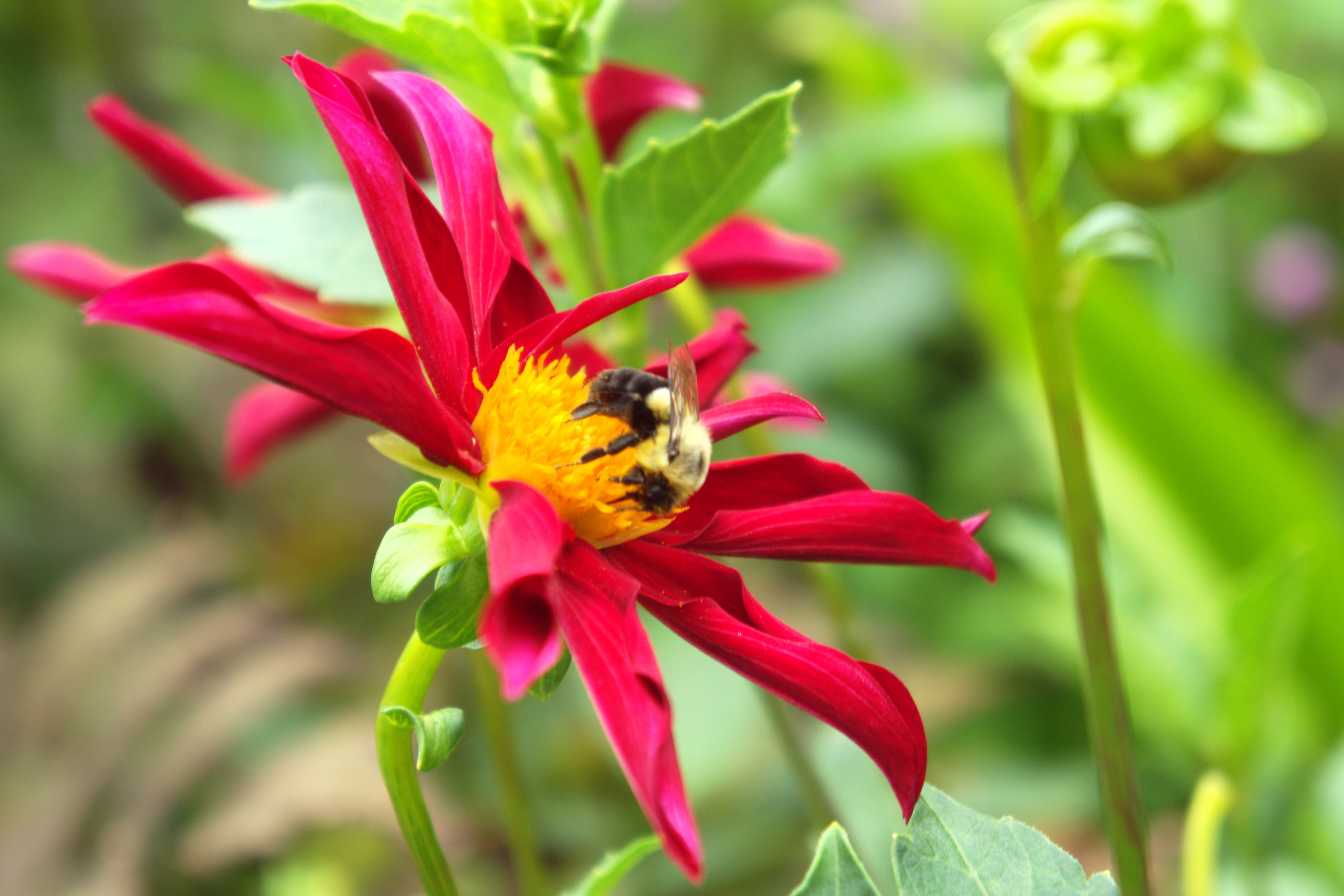
Жоржина «Marie Schnugg»
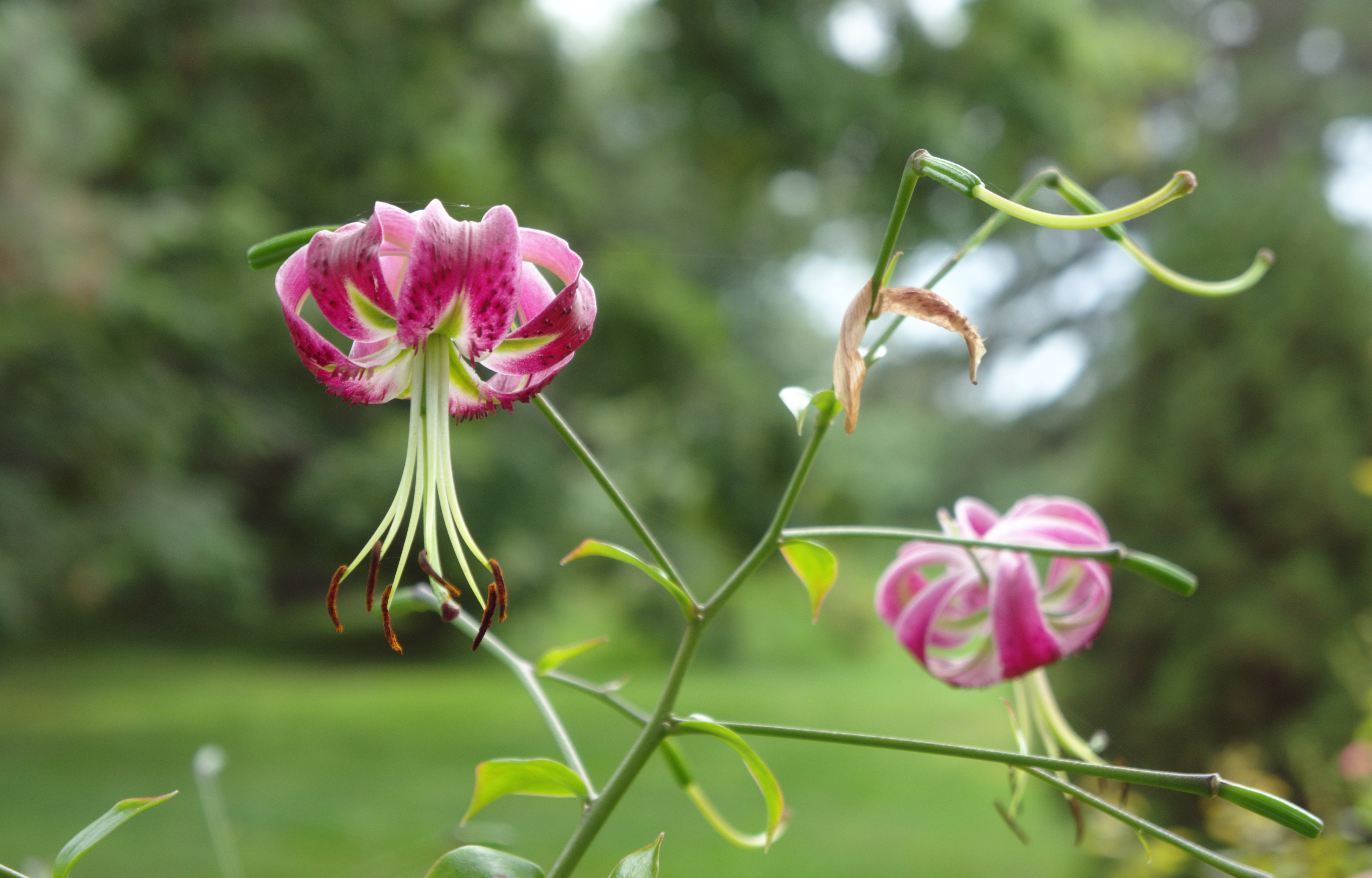
Лілія «Black beauty»